# جاشبور
جاشبور رمزها «JA» (بالإنجليزية: Jashpur)‏ ، هو تقسيم إداري لدولة الهند تتبع ولاية تشاتيسغار (بالإنجليزية: Chhattisgarh)‏ ، مركزها هو مدينة جاشبور (بالإنجليزية: Jashpur)‏ عدد سكانها حسب تعداد سنة 2001 هو 8,52,043 ، مساحتها 5,825 كم² وكثافة السكان 127 لكل كم² .